# Pergament
Pergament er lavet af dyrehud. Navnet stammer fra byen Pergamon i Tyrkiet. Pergament bruges til at skrive og trykke bøger på – og til bogbind.
Det ældste fund er fra Egypten 2700 f.Kr.
Særligt fint og tyndt kalveskind kaldes velin (med fransk – eller dansk – udtale).
- Wikimedia Commons har flere filer relateret til Pergament